# 水の声を聞く
『水の声を聞く』（みずのこえをきく）は、山本政志監督による2014年の日本の映画。
2015年ベルリン国際映画祭フォーラム部門に正式出品。キネマ旬報日本映画ベストテン第9位。
主演の玄里が第29回高崎映画祭最優秀新進女優賞を受賞した。

## ストーリー
お金の為に、新興宗教の組織「神の水」で巫女としてのアルバイトを始めたミンジョン（玄里）だったが、やがて教祖に祭り上げられていく。

## 登場人物
ミンジョン
演 - 玄里
神の水の巫女
坂井 美奈
演 - 趣里
神の水の代表
赤尾
演 - 村上淳
広告代理店
三樹夫
演 - 鎌滝秋浩
ミンジョンの父親
紗枝
演 - 中村夏子
神の水の第二巫女
シンジ
演 - 萩原利久
高沢の元で働く中学生
小宮守
演 - 松崎颯
神の水の団員
小宮 佳恵
演 - 薬袋いづみ
守の母親
高沢
演 - 小田敬
借金の取り立て屋
文人
演 - 齋藤隆文
神の水の団員
宮沢 裕太
演 - 富士たくや
神の水の団員
宮沢 依子
演 - 西尾英子
神の水の団員
俊一
演 - 間部祐介
神の水の団員
茂木 奈緒
演 - 高木悠衣
神の水の団員
和子
演 - かわはらゆな
神の水の団員
笹内
演 - 小松茂孝
広告代理店
Gee
演 - リー・マーシャル
高沢の手下
ジュン
演 - 牛丸亮
高沢の手下

## スタッフ
- 監督・脚本 - 山本政志
- プロデューサー - 村岡伸一郎
- ラインプロデューサー - 吉川正文
- 撮影 - 高木風太
- 照明 - 秋山恵二郎
- 美術 - 須坂文昭
- 録音 - 上條慎太郎
- 録音応援 - 光地拓郎
- 編集 - 山下健治
- 音楽 - Dr.Tommy

## 評価
村松健太郎は、「“山本政志印”とも言うべき、ダークサイドの住人やリアルで唐突な暴力描写、ゲリラ的に敢行されたロケなどは作品のそこかしこで健在」だが、「それよりもストーリーがまず見た人間の心を捉える」、と指摘した。宇田川幸洋は、「現代の断面をのぞく鋭い諷刺（ふうし）喜劇でありながら、ミンジョンの見出した清廉な祈りの境地に希望を託しもする。宗教に対するこの両義的な態度が味わい深い」と述べて、本作に5つ星満点の4つ星を与えた。
2015年10月2日にDVDがリリースされる。